# Kaple svatého Otce Pia X.
Kaple svatého Otce Pia X. (případně kostel svatého Otce Pia X.) je filiální kostel resp. kaple v římskokatolické farnosti Biskupice u Hrotovic, nachází se na návsi obce Litovany, nedaleko kostela svatého Otce Pia X. stojí kaple sv. Cyrila a Metoděje. Autorem architektonického řešení kostela je Bohumil Lojda, návrh vznikl v roce 1969. Kostel byl postaven jako jeden z mála nových kostelních staveb v době komunistické vlády v Československu. Kostel je bílou stavbou, má sedlovou střechu, podhledy ve stropě, jež slouží jako světlíky a také presbytář s prosklenými sloupy, které také osvětlují prostor.

## Historie
Kostel byl postaven podle návrhu Bohumila Lojdy v letech 1969 a 1970, byl jednou z mála církevních staveb, které byly postaveny v 70. letech. Kostel je dokladem toho, že církevní stavby musely být velmi nenápadné. Stavba byla vysvěcena v roce 1970. Budova byla postavena za podpory farníků v obci, kdy bylo nutné odhodlání všech podporovatelů.